# The House (Album)
The House ist das 2010 erschienene vierte Studioalbum der georgisch-britischen Sängerin Katie Melua.

## Geschichte
Anders als bei den vorangegangenen Alben produzierte erstmals nicht Meluas Entdecker und Manager Mike Batt das Album, sondern William Orbit. Batt ist auch nur noch Co-Autor eines Stücks, God On The Drums, Devil On the Bass. Melua ist hingegen (Co-)Autorin aller Titel, ausgenommen die einzige Coverversion des Albums, The One I Love Is Gone von Bill Monroe, hat allerdings nur zwei Lieder in Alleinarbeit geschrieben.
Eine entscheidende Rolle spielt diesmal der britische Komponist Guy Chambers, der bereits für Robbie Williams gearbeitet hatte. Ein Titel entstand im Co-Writing mit Polly Scattergood, die Titel Twisted und Plague Of Love entstanden mit Rick Nowels als Co-Autor, der bereits für Künstler wie Madonna und Nelly Furtado tätig war. Melua war nach eigenen Angaben bestrebt, beim Songwriting „andere Wege zu gehen“, sieht das Album jedoch nicht als „Ausbruch aus [ihrer] Vergangenheit“.

## Trackliste
| Track | Titel                               | Autoren                         | Länge (in Minuten) |
| ----- | ----------------------------------- | ------------------------------- | ------------------ |
| 01    | I’d Love To Kill You                | Katie Melua, Guy Chambers       | 2:57               |
| 02    | The Flood                           | Melua, Chambers, Lauren Christy | 4:03               |
| 03    | A Happy Place                       | Melua, Chambers                 | 3:27               |
| 04    | A Moment Of Madness                 | Melua, Chambers                 | 3:47               |
| 05    | Red Balloons                        | Melua, Polly Scattergood        | 4:20               |
| 06    | Tiny Alien                          | Melua, Chambers                 | 4:36               |
| 07    | No Fear Of Heights                  | Melua                           | 2:53               |
| 08    | The One I Love Is Gone              | Bill Monroe                     | 3:38               |
| 09    | Plague Of Love                      | Melua, Rick Nowels              | 3:26               |
| 10    | God On The Drums, Devil On The Bass | Melua, Mike Batt                | 3:48               |
| 11    | Twisted                             | Melua, Nowels                   | 3:44               |
| 12    | The House                           | Melua                           | 5:00               |

## Chartplatzierungen
Das Album stieg Anfang Juni 2010 auf Platz 1 in die Schweizer Hitparade, auf Platz 3 in die deutschen und österreichischen Albumcharts sowie auf Platz 4 in die britischen Albumcharts ein.

## Kritiken
Die Onlineausgabe des Magazins Focus schrieb, dass Melua mit dem Album „hörbar erwachsen“ geworden sei, wenn auch nicht alles gelungen sei, zeige die Künstlerin jedoch „ganz offensichtlich Lust auf Experimente“. In der Tageszeitung Die Welt las man, dass es eine Gabe sei, „mit unauffälliger Musik Millionen Menschen zu erreichen“ und äußerte, dass sich Katie Melua mit dem Album „plötzlich interessanter machen [will] als sie ist“. Das österreichische Onlinemagazin relevant bemerkte, dass trotz einer musikalischen Neuausrichtung „kein wirklicher Bruch zu den ersten drei Studioalben“ zu verzeichnen sei und dass das Album „überzeugender und abwechslungsreicher als etwa der Vorgänger Pictures klinge.“ Eberhard Dobler von laut.de nannte The House „radiotaugliche[n] Popstoff … mit dem gewissen unpeinlichen Extra“.